# Anopheles hectoris
Anopheles hectoris is een muggensoort uit de familie van de steekmuggen (Culicidae). De wetenschappelijke naam van de soort is voor het eerst geldig gepubliceerd in 1931 door Giaquinto Mira.